# Max Pallenberg

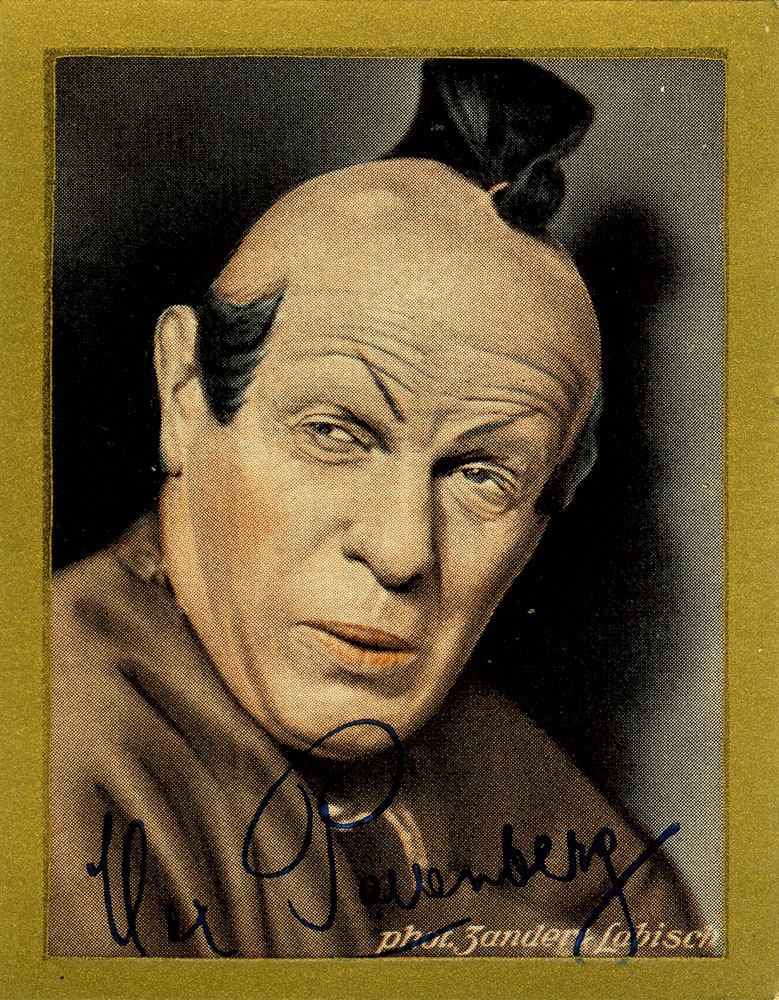
Max Pallenberg, ca. 1933

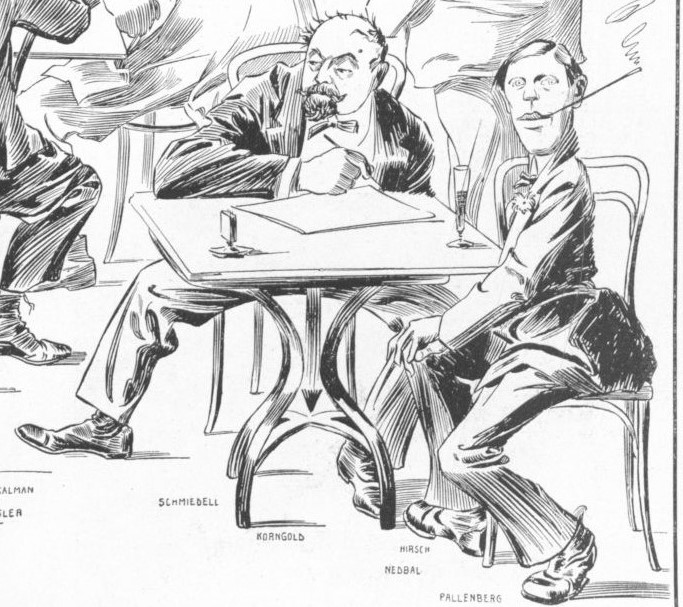
Zygmunt Skwirczyński: Max Pallenberg (rechts, 1911)

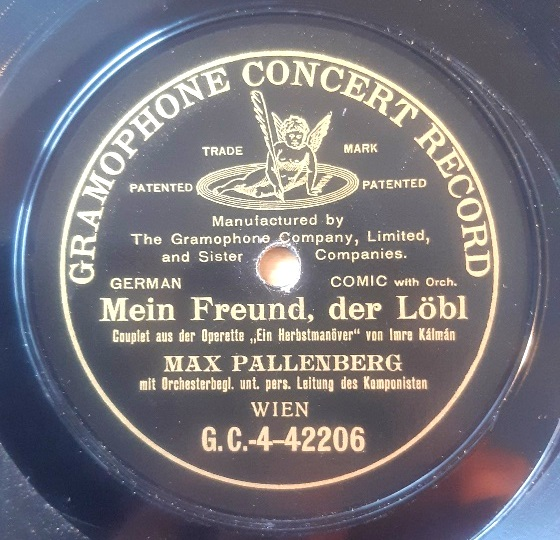
Schallplatte von Max Pallenberg (Wien 1909)

Max Pallenberg (* 18. Dezember 1877 in Wien, Österreich-Ungarn; † 26. Juni 1934 bei Karlsbad, Tschechoslowakei) war ein österreichischer Sänger (Bariton), Schauspieler und Komiker. Er war „einer der bedeutendsten Charakterkomiker seiner Zeit“ und spielte häufig unter der Regie von Max Reinhardt.

## Leben
Max Pallenberg wurde am 18. Dezember 1877 in Wien II. Leopoldstadt, Wintergasse 7 (seit 1956 Hartlgasse) als Sohn des aus Galizien nach Wien eingewanderten Brandweiners Markus Pallenberg und dessen Frau Kressel (auch Therese) geb. Korsower geboren. Er absolvierte das Realgymnasium und begann eine Lehre in einem Textilgeschäft. Als Sechzehnjähriger schloss er sich ohne vorherigen Schauspielunterricht und nach harten Auseinandersetzungen mit dem Vater einer Wanderbühne im nördlichen Bayern an. In den folgenden Jahren spielte er als erster drastischer Komiker und Buffo an zahlreichen Provinztheatern in Österreich-Ungarn. Über Linz 1902, Olmütz 1903/04 und Bad Ischl gelangte er schließlich durch den Theaterdirektor Josef Jarno 1904 nach Wien an dessen Theater in der Josefstadt und an das 1905 angeschlossene Lustspieltheater. Nach einer kurzen Zeit am Theater an der Wien, er sang unter anderem in der Uraufführung von Franz Lehárs Operette Der Graf von Luxemburg, unternahm er 1908 eine Gastspielreise nach Berlin. Einem Engagement am Deutschen Volkstheater in Wien 1910 folgte 1911 in München die Begegnung mit Max Reinhardt, der ihn den König Menelaus in Offenbachs „Orpheus in der Unterwelt“ spielen ließ, eine Aufführung, die in Berlin vom Theater des Westens übernommen wurde. 1914 wurde er von Max Reinhardt an das Deutsche Theater verpflichtet, wo er seinen künstlerischen Durchbruch erzielte und mit Glanzrollen wie dem Schluck in Gerhart Hauptmanns Schluck und Jau und dem Peachum in der Dreigroschenoper bald einer der bekanntesten Charakterkomiker seiner Zeit wurde. Am 20. Februar 1917 heiratete Pallenberg in Berlin-Charlottenburg Fritzi Massary, eine der größten Diven der 1920er Jahre.
Seit den 1920er Jahren unternahm er internationale Gastspielreisen, trat wiederholt in Wien auf und hatte hier in der von Hugo von Hofmannsthal für ihn geschriebenen Titelrolle der 1923 uraufgeführten Komödie Der Unbestechliche einen besonderen Erfolg. Weitere große Rollen waren die Titelrolle in Liliom (1922), der Theaterdirektor in Sechs Personen suchen einen Autor (1924), sowie die Titelrolle in Max Brods und Hans Reimanns Bühnenadaption von Die Abenteuer des braven Soldaten Schwejk (1928) in der Regie von Erwin Piscator. Zu Pallenbergs wichtigsten Rollen bei den Salzburger Festspielen zählen der Mephisto in Faust, Argan in Der eingebildete Kranke (1923), der Teufel in Jedermann (1926) und Truffaldino in Turandot, alle in der Regie von Max Reinhardt.
Pallenberg spielte in mehreren Stumm- und Tonfilmen, so 1915 in Max und seine zwei Frauen und in Fritz Kortners Der brave Sünder (1931). 1933 ging er mit seiner Frau nach Österreich ins Exil. Im Sommer 1933 gab er den Mephisto in Max Reinhardts Faust Aufführung für die Salzburger Festspiele. 1934 starb er bei einem Flugzeugabsturz bei Karlsbad in der Tschechoslowakei. Sein Grab befindet sich im Urnenhain der Feuerhalle Simmering (Abteilung ML, Gruppe 16, Nummer 1G). 1955 wurde die Pallenbergstraße in Wien-Hietzing nach ihm benannt.

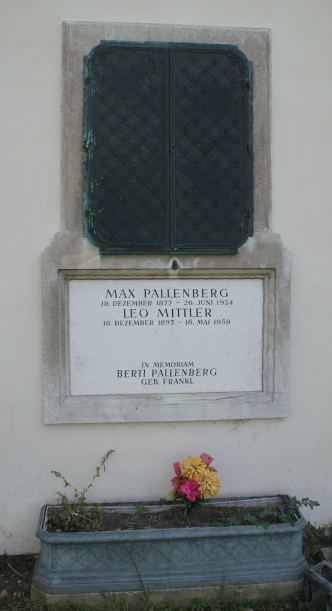
Grabstätte von Max Pallenberg

Im März 2024 wurde Ein bisschen trallalala, eine Hommage an Fritzi Massary und Max Pallenberg mit Robert Palfrader und Ruth Brauer-Kvam, an der Volksoper Wien uraufgeführt.

## Charakterisierung
Bei der Beschreibung des Charakterkomikers Pallenberg werden seine große Gestaltungskraft, seine Improvisationskunst und sein sprachlicher Variationsreichtum genannt. Er gilt als Repräsentant des kritischen Volkstheaters. In seinem Spiel bezog er Aggressivität und Groteske mit ein, ebenso die Kritik der Rollen. Herbert Ihering schrieb: „Schauspielerisch ist Pallenberg die verwegenste Konsequenz des Improvisationskomikers der commedia dell'arte.“
Kurt Tucholsky beschrieb Max Pallenberg einmal als „ein Teufel, ein entgleister Gott, ein großer Künstler“.
Von Max Pallenberg existieren Schallplatten bei Gramophone (Wien 1908–12), Pathé (Wien 1910) und Electrola (Berlin 1927–28), überwiegend Ensembleszenen.

## Filmografie
- 1912: Pampulik als Affe
- 1912: Pampulik kriegt ein Kind
- 1915: Max und seine zwei Frauen
- 1915: Pampulik hat Hunger
- 1915: Der rasende Roland
- 1915: Kapellmeister Pflegekind
- 1921: Die Nacht und der Leichnam
- 1931: Der brave Sünder